# Riccardo Primo
Riccardo Primo, re d'Inghilterra (título original en italiano; en español, Ricardo I, rey de Inglaterra, HWV 23) es una ópera en tres actos con música de Georg Friedrich Händel y libreto en italiano de Paolo Antonio Rolli, basado en el de Francesco Briani para Isacio tiranno, musicado por Antonio Lotti en 1710.
Fue compuesta para la temporada de ópera 1726-1727 de la Royal Academy of Music, y también como homenaje al recientemente coronado Jorge II y la nación de la que Händel acababa de recibir la ciudadanía.

## Crítica musical
R.B. Chatwin ha discutido que Händel escribiera las partes orquestales para el chalumeau, un antepasado del clarinete, como parte de la controversia musicológica sobre si Händel escribió o no música para el clarinete o sus precursores. Winton Dean y Richard Drakeford han comentado la debilidad de las caracterizaciones dramáticas en el libreto.

## Historia
La ópera se estrenó en el King's Theatre de Londres el 11 de noviembre de 1727, y tuvo once representaciones. También se representó en Hamburgo y Brunswick en febrero de 1729. La representación de Hamburgo, luderada por Telemann, incluyó dos nuevos personajes cómicos, Murmilla y Gelasius; los recitativos y las arias añadidas para los nuevos personajes fueron traducidos al alemán, aunque las arias originales quedaron en italiano. Händel posteriormente reutilizó música de la ópera en Scipione y Tolomeo. La ópera cayó en el olvido después del cierre en 1728 de la Royal Academy.
Riccardo Primo fue redescubierta e interpretada por la Handel Opera Society en Sadler's Wells en Londres el 8 de julio de 1964. Se dieron posteriores representaciones en el anfiteatro de Curio de Chipre en 1991, para marcar el octavo centenario de los acontecimientos históricos en los que se basa la ópera, y también en el Festival de Gotinga de 1996.
En las estadísticas de Operabase aparece con sólo 4 representaciones en el período 2005-2010.